# Escut d'Agullana
L'escut oficial d'Agullana té el següent blasonament: 
Escut caironat: d'atzur, cinc agulles d'or posades en pal i col·locades en faixa. Per timbre, una corona mural de vila.

## Història
El dia 22 d'octubre de 2019, el Ple de l'Ajuntament d'Agullana va acordar iniciar l'expedient d'adopció de l'escut heràldic del municipi. El consistori va assumir com a escut un que incorpora cinc agulles posades en pal, senyal parlant, usat tradicionalment pel municipi.
En sessió de 18 de febrer de 2020, el Ple de l'Ajuntament aprovava l'escut heràldic municipal amb el quòrum de la majoria absoluta del nombre legal de membres de la corporació.
La direcció general d'Administració Local donava conformitat a la versió actual el 22 de setembre del 2020 i en publicava la resolució al DOGC el 30 de setembre del mateix any amb el número 8.237.